# Ройтер, Фриц
Фриц Ройтер (нем. Fritz Reuter; 9 сентября 1896, Лёбтау, ныне в составе Дрездена — 4 июля 1963, Дрезден) — немецкий музыковед
, композитор и музыкальный педагог.

## Биография
Изучал музыковедение в Лейпциге у Хуго Римана и Арнольда Шеринга, учился также игре на фортепиано у Роберта Тайхмюллера. В 1922 году защитил докторскую диссертацию «История немецкой оперы в Лейпциге в конце XVIII — начале XIX вв.» (нем. Die Geschichte der Deutschen Oper in Leipzig am Ende des 17. und am Anfang des 18. Jahrhunderts). В 1921—1933 годах преподавал теорию музыки и композицию в Лейпцигской консерватории. Публиковался начиная с 1928 года (несколько методических пособий).
После прихода к власти нацистов был уволен из консерватории и поступил на работу учителем музыки в одной из лейпцигских школ, одновременно вступив в НСДАП. В результате уже в 1937 году Ройтер занял должность советника по школьной музыке в администрации гау Саксония. Сочинял различную прикладную музыку, оратории и кантаты, в 1939 году написал «Сюиту судетских немцев» (нем. Sudetendeutsche Suite) для духового оркестра.
После Второй мировой войны работал в 1945—1948 годах дирижёром и драматургом Дрезденской народной оперы. В 1949—1955 годах — директор Института музыкального образования в составе Университета Халле, затем в 1955—1962 годах — директор Института музыкального образования берлинского Гумбольдтовского университета. В послевоенные годы сочинил зингшпиль «Шутка, коварство и месть» (нем. Scherz, List und Rache; 1948, по одноимённой пьесе И. В. Гёте), мелодраму для чтеца с оркестром «Заяц и ёж» (нем. Der Hase und der Igel; 1961, по сказке братьев Гримм), кантату для солистов, хора и камерного оркестра «Сад наслаждений» (нем. Gartenfreuden; 1961, на стихи популярной при нацизме поэтессы Элеоноры Лоренц), концерт для скрипки с оркестром (1955) и др.